# Cara (Einheit)
Cara war ein italienisches Gewichtsmaß für trockene Ware in Apulien.
- 1 Cara = 4284 As (Holländ. = 0,048 Gramm) = 205,63 Gramm = 1 Stara